# Lucien Castaing-Taylor

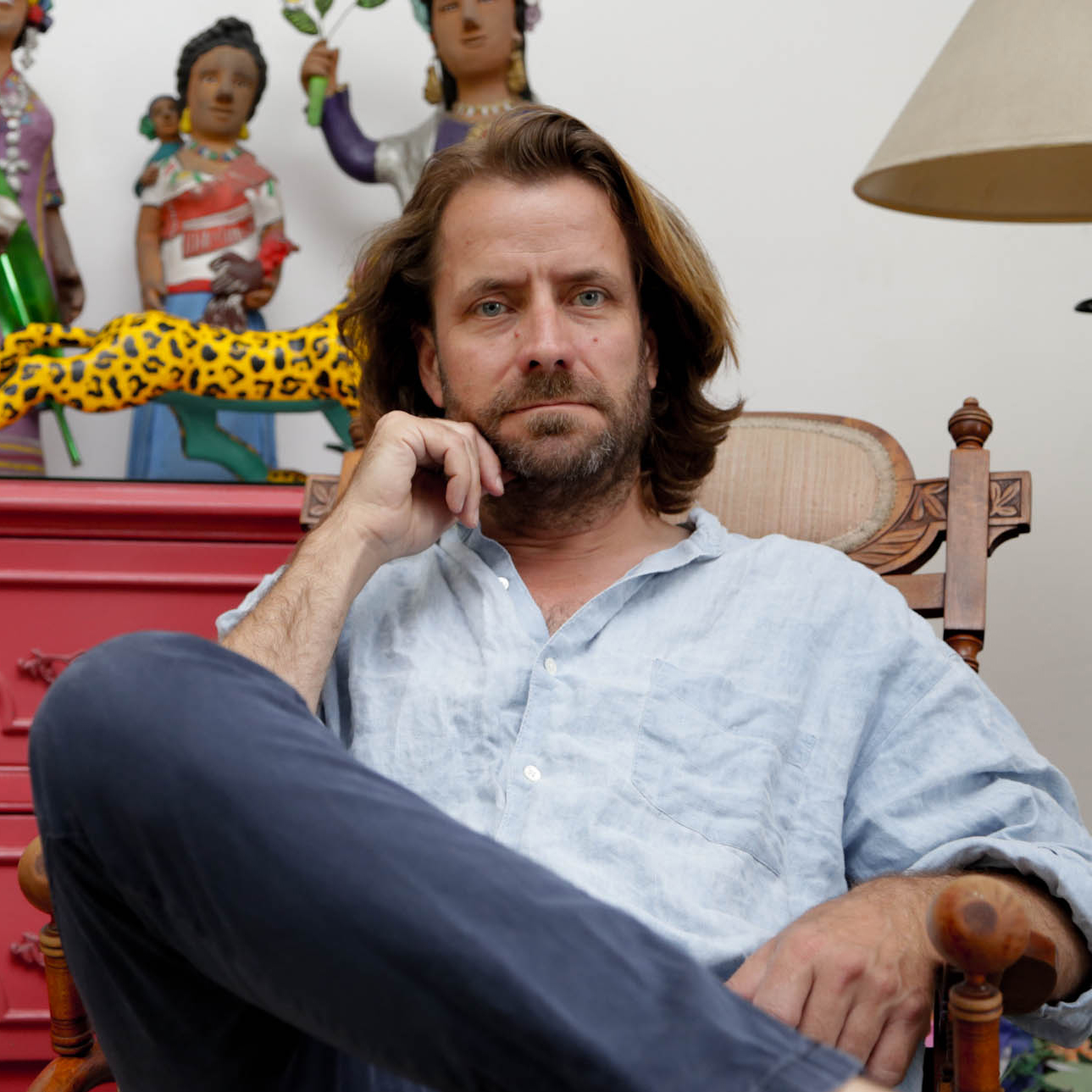
Lucien Castaing-Taylor nel 2013.

Lucien Castaing-Taylor (Liverpool, 10 gennaio 1966) è un antropologo britannico, lavora nelle arti visive.

## Biografia
Lucien Castaing-Taylor ottiene la laurea (Bachelor's degree) alla University of Southern California ed il dottorato alla The University of California, Berkeley. Dal 2002 insegna alla Harvard University.
Nel 2009 ha diretto il film documentario Sweetgrass e nel 2012 dirige Leviathan, un documentario sperimentale girato su un peschereccio nordamericano.